# Яшодарман
Яшодарман (Ясодаварман, Ясодхаварма) (; д/н —540/545) — самраат і нараджіпаті Малви у 515—540/545 роках.

## Життєпис
Походив з Другої династії Авлікара. Син адхіраджи Пракашадармана. Основні відомості про нього містяться в 2 написах на каменях. Один, знайдений в Мандсаурі, розповідає про будівництво колодязя людиною, на ім'я Дакша в Дашапурі (сучасний Мандсаурі) під час правління Яшодармана. У написі згадуються перемоги останнього над Північним і Східним державами. Інший напис з району Котіварша (Бангарх у Західній Бенгалії). Ці написи вперше опублікував Джон Фейтфулл Фліт у 1886 році. Перемоги також описані в написі Яшодхармана на колоні Мандсаури.
Ймовірно разом з Пракашадраманном брав участь у війнах проти правителя алхон-гунів Торамани, який 510 року зазнав поразки. Близько 515 року Яшодарман успадкував трон. Він продовжив війну проти алхон-гунів, які спробували взяти реванш. 528 або 530 року в союзі з гуптським володарем Нарасімагуптою в битві біля Сондані (неподалік Мандсаурі) завдав нищівної поразки алхон-гунам під орудою Міхіракулою. Свою звитягу Яшодарман уславив у своїй колоні в Мандсаурі. Наслідком перемоги стало зупинення наступу гунів, зникнення загрози захопленнями ними усієї північної Індії.
З 530 року Яшодарман стає признаним лідером Північного Індостану. Приймає новий титул самраат (на кшталт імператора). Протягом 10-річних походів суттєво розширив свою державу (включив більшу східні області колишньої Гуптської імперії), захопивши або встановивши свою зверхність над багатьма царствами в долині річки Ганг. Державу Яшодармана інколи називають Авлікарською імперією, яка охоплювала землі від Лаухітії на сході до Пашіма Пайодхі на заході, від Гімалаїв на півночі до гір Махендра на півдні.
Помер близько 545 року. Йому спадкував син Шиладітья.